# Gottlob Ernst von Pannewitz
Gottlob Ernst von Pannewitz (* 1697 in Werben; † 11. März 1765 in Cottbus) war ein preußischer Generalmajor und Chef des nach ihm benannten Infanterieregiments „Pannewitz zu Fuß“.

## Leben

### Herkunft
Gottlob Ernst war der Sohn von Friedrich Wilhelm von Pannewitz (* 20. November 1656 in Klein Oßnig; † 18. Juni 1720) und dessen Ehefrau Erna Marianne, geborene von Muschwitz. Sein Cousin Nikolaus Sigismund (1700–1748) war preußischer Oberstleutnant.

### Militärkarriere
Pannewitz wurde 1713 als Gefreiterkorporal im „Hessen-Kassel zu Fuß“ der Preußischen Armee angestellt. Als Sekondeleutnant nahm er während des Pommernfeldzug 1715/16 an der Belagerung von Stralsund teil. Innerhalb des Regiments stieg Pannewitz in den kommenden Jahren weiter auf und wurde Ende März 1731 Kapitän und Kompaniechef. Im Ersten Schlesischen Krieg kämpfte Pannewitz bei Mollwitz, wurde am 14. Mai 1741 Major und war dann bei Chotusitz. Während des Zweiten Schlesischen Krieges wurde Pannewitz am 27. Oktober 1745 Oberstleutnant und kämpfte im Dezember des Jahres bei Kesselsdorf. Nach Beendigung des Feldzuges gewährte ihm der König einen dreimonatigen Urlaub auf seinem Gut.
Als Oberst erhielt Pannewitz dann ab 5. November 1755 das Kommando über das Regiment, mit dem er im Jahr darauf in den Siebenjährigen Krieg zog. Am 16. Februar 1757 wurde er Generalmajor und ging mit seinem Regiment zur besonderen Verfügung des Königs zur Armee nach Sachsen. Wenig später ernannte ihn der König zum Chef des Infanterieregiments „von Knobloch“. Während der Schlacht von Kolin geriet Pannewitz schwer verletzt in Gefangenschaft und kehrte erst im Mai 1758 wieder nach Neiße zurück. Wegen seines schlechten Gesundheitszustandes dimittierte Pannewitz am 10. Februar 1759 mit einer Pension von 1200 Talern. Am 11. März 1765 ist er in Cottbus gestorben.

## Besitz
Nach dem Tod des Vaters Friedrich Wilhelm von Pannwitz 1720 hatten die drei Söhne Wolf Erdmann, Caspar Friedrich und Gottlob Ernst das Gut Klein Gaglow zunächst in communione (gemeinsam) übernommen. 1750 wurde Gottlob Ernst alleiniger Besitzer. Da er unverheiratet war, wurde das Lehngut (mit männlicher Erbfolge) in ein Erb- und Allodialgut umgewandelt, das er 1764 an Carl Heinrich Hackborn frei verkaufte.